# Camaricus maugei
Camaricus maugei är en spindelart som först beskrevs av Charles Athanase Walckenaer 1837.  Camaricus maugei ingår i släktet Camaricus och familjen krabbspindlar. Inga underarter finns listade.